# Баур, Джин
Джин Баур (англ. Gene Baur; прежде Gene Bauston) — американский социолог и педагог, активист защиты животных, автор бестселлера, президент и соучредитель Farm Sanctuary — первой организации по спасению и защите сельскохозяйственных животных. Веган, с момента создания Farm Sanctuary в 1986 году — на переднем фронте борьбы за права животных.

## Биография
Баур вырос в Голливуде, штат Калифорния, посещал Loyola High School в Лос-Анджелесе. Получил степень бакалавра социологии в Калифорнийском университете. Чтобы оплатить обучение в колледже подрабатывал в кино и на телевидении, в том числе в рекламе McDonalds и KFC, о чём позже выразил сожаление. Во время учёбы в старшей школе и колледже работал мойщиком посуды, чернорабочим, барменом, преподавателем, в качечестве волонтера помогал неизлечимо больным детям и подросткам, подвергшимися насилию. Поддерживал организации, защищающие права человека, права животных, права потребителей и окружающую среду. В 1980-х начал расследование обращения с животными в животноводческих хозяйствах и на бойнях. Баур полагал, что те условия, что он видел там, являются неприемлемыми, это подтолкнуло его к созданию Farm Sanctuary. Первым спасенным на Farm Sanctuary животным стала овца, найденная в груде мёртвых животных за Ланкастерскими скотными дворами в 1986 году.

### Защита животных

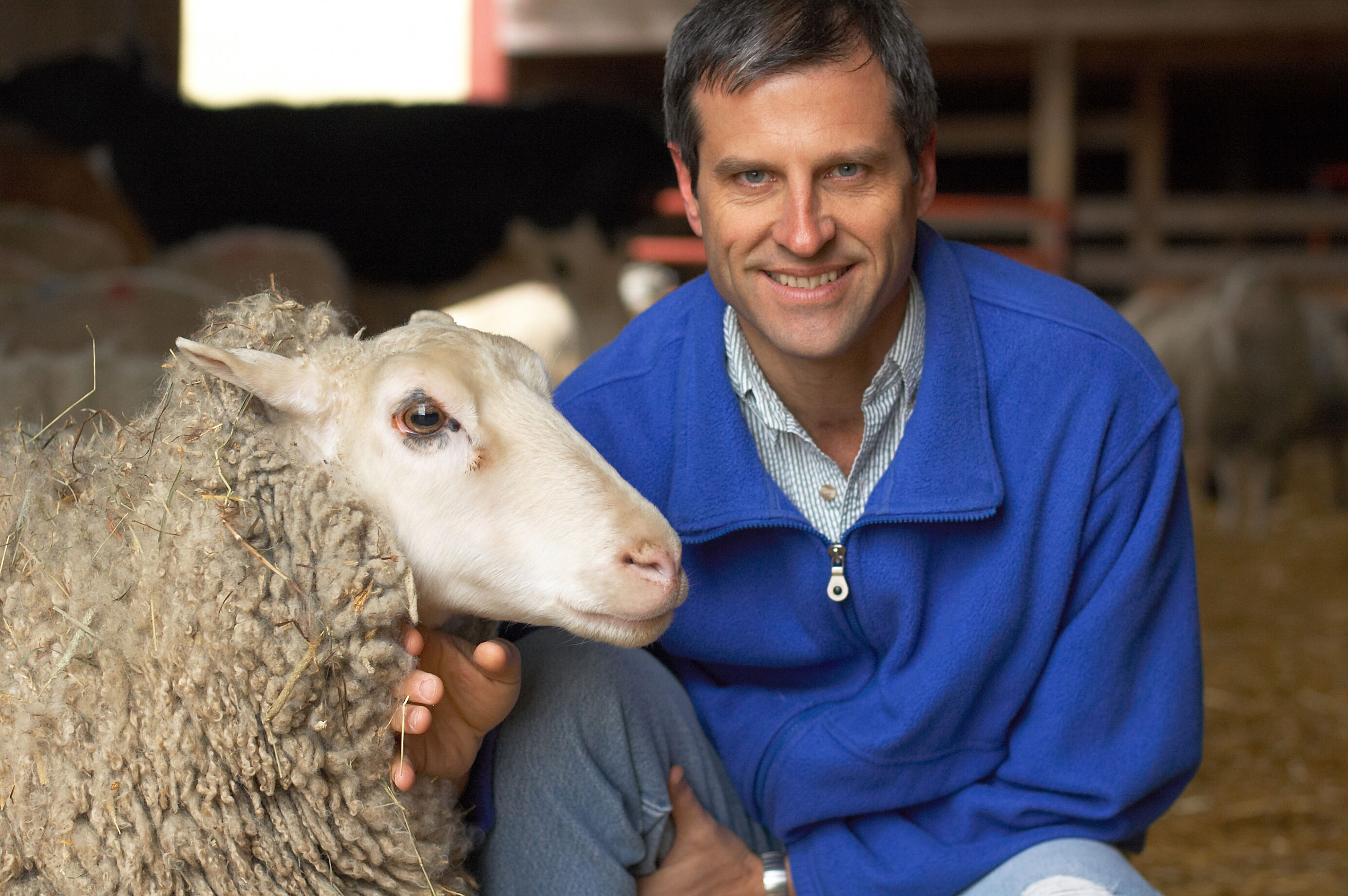
Джин Баур на своей ферме Farm Sanctuary

Материалы расследований и просветительской деятельности Баура получили освещение в международных средствах массовой информации, в том числе Los Angeles Times, Chicago Tribune, Wall Street Journal, Washington Post, ABC, NBC, CBS, CNN, Los Angeles Times и Нью-Йорк таймс.
Затем, чтобы лучше разбираться в фермерстве, Баур защитил степень магистра в экономики сельского хозяйства в Корнеллском университете. Свидетельствовал перед местными, региональными и федеральными законодательными органами, а также выступал в качестве эксперта. В 1996 году Аббатство мира присудило Джину Бауру премию Мужества совести.

Баур сыграл ключевую роль в принятии ряда документов в защиту животных, в том числе в 2004 году — закона, запрещающего производство и продажу фуа-гра в Калифорнии и в 2002 году — запрещения использования специальных тесных клеток (англ. gestation crate) для разведения животных в условиях интенсивного животноводства во Флориде. После кампании во Флориде избирательная комиссия Флориды обвинила Farm Sanctuary и Баура лично в умышленном нарушении законодательства о финансировании избирательных кампаний. Farm Sanctuary и Джин Баур согласились выплатить штраф в размере $ 50000.

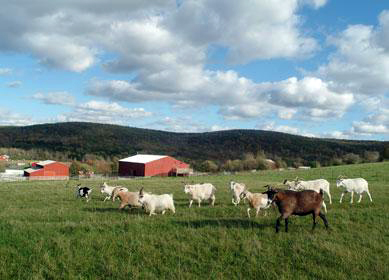
Farm Sanctuary

Незадолго до этого, в 2006 году, участие Баура сыграло важную роль в принятии постановления о запрещении продажи фуа-гра в Чикаго (отменено в 2008) и в 2006 в голосовании по запрещению использования тесных клеток при разведении животных в Аризоне. Баур и Farm Sanctuary являются одними из основных авторов инициативы запрета использования тесных клеток в животноводстве и батарейных клеток в птицеводстве в Калифорнии (Proposition 2), утверждённом 4 ноября 2008 года 63 % голосов.
В марте 2008 года Баур выпустил книгу «Farm Sanctuary: Changing Hearts and Minds About Animals and Food» (издательство «Саймон и Шустер», Нью-Йорк). Книга вошла в списки бестселлеров Los Angeles Times и Boston Globe, а также в десятку лучших научно-популярных изданий 2008 года Booklist. Тираж первого издания составил 50 тысяч экземпляров.
Джин Баур Фигурирует в документальном фильме «Peaceable Kingdom», повествующем о Farm Sanctuary и людях, которые работают или бывают там.

## Критика
Подвергается критике со стороны некоторых активистов зоозащиного движения за компромиссную политику в отношении законодательства о животных, легализующего травмирование сельскохозяйственных животных.